# Petersburg (Nebraska)
Petersburg é uma vila localizada no estado americano de Nebraska, no Condado de Boone.

## Demografia
Segundo o censo americano de 2000, a sua população era de 374 habitantes.
Em 2006, foi estimada uma população de 333, um decréscimo de 41 (-11.0%).

## Geografia
De acordo com o United States Census Bureau, a localidade tem uma área de 1,0 km², sem área coberta por água. Petersburg localiza-se a aproximadamente 578 m acima do nível do mar.

## Localidades na vizinhança
O diagrama seguinte representa as localidades num raio de 32 km ao redor de Petersburg.